# Студентски сдружения в Гърция
Студентски сдружения и общи студентски събрания (наричани още студентски асамблеи) съществуват във всеки държавен университет в Гърция.
Правото за организиране на такива събрания е гарантирано от Закона за университетите в Гърция, приет през 1974 г. след падането на гръцката военна хунта. От тогава на членовете на академичната общност в Гърция са дадени редица права в духа на демокрацията и свободата на словото, в контраст с военната диктатура в предходните години. Оттогава студентските сдружения и Общите студентски събрания стоят в основата на политическата дейност на гръцките студенти.

## Състав
Всеки студент, който е регистриран в университет, автоматично става член на студентското сдружение в този университет и получава правото да участва в събранията.
Членове на Сдружението (а оттам и на събранията) не могат да бъдат студенти, които а) притежават голяма обществена собственост, б) работят в полицейските структури, в) участват във фашистки, анти-демократични организации, сътрудничат с тях или участват в подобни дейности в рамките на университета, г) имат постоянен статут на военни.
Всеки университет в страната има свой „устав на студентското сдружение“, който описва работата му. Въпреки някои малки различия, всички устави следват едни и същи основни направления за работата на студентските събрания:

## Общи студентски събрания
Общото студентско събрание (или студентска асамблея) е върховен и суверенен орган на студентското сдружение във всеки университет. То взема решения по всеки въпрос и осъществява надзор и контрол върху другите институции на Сдружението. Събранието е върховен орган за вземане на решения в студентското сдружение, включва всички студенти и гласува решенията с мнозинство, след открит дебат по въпросите. Всеки факултет има свое събрание, например: Общо Студентско събрание на Историческия Факултет, Общо Студентско събрание на Факултета по Математика.
Много студентски сдружения имат Студентски съвет, който се отчита пред Общото събрание. Студентският съвет има представителни права – оформя решенията на събранието и ги представя пред администрацията на университета.
Администрацията на университета е длъжна да вземе всяко решение на събранието много сериозно, както е посочено в Закона за функционирането на университетите.

### Отговорности
1. То има пълен контрол върху работата на Студентския съвет.
2. То може да освобождава членове на студентското сдружение.
3. То може да взема решения за изменения в Устава.
4. То може да реши за разпускането на студентското сдружение.
5. То преценява действията на администрацията на университетите или Министерството на образованието и предлага искания за промени. Събранието може да обсъжда и да решава по всеки въпрос, отнасящ се до образованието и социалните въпроси като цяло.

### Вземане на решения
Решенията на събранието се вземат с мнозинство, след открито гласуване с вдигане на ръце. Решенията не са валидни, ако присъстват по-малко от една трета (1 / 3) от студентите. В такъв случай Съветът трябва да обяви ново събрание в следващите 5 дни, със същите въпроси. На това събрание не може да присъстват по-малко от една четвърт (1/4) от студентите. Ако броят на студентите все още не е достатъчен и при втория опит, Съветът трябва да обяви трето и последно събрание в следващите 2 – 6 дни, в което решенията ще са валидни независимо от посещаемостта.
За да се вземат решения за промяна на „Устава на студентското сдружение“ или за разпускане на сдружението, е нужно абсолютно мнозинство от поне 50% от всички членове. За промяна на целите на сдружението, освен гласуване, е необходим и консенсус.
Решенията на Общото събрание са абсолютно задължителни за всички студенти – членове на Сдружението.

### Модератори
Във всяко събрание студентите избират трима модератори, за по-добра организация на дискусията. Модераторите преброяват гласовете на студентите и подписват официалните документи с решенията в края на всяко събрание. Те те отговарят за това на всеки желаещ да бъде дадена възможност за изказване, по определен ред, както и да контролират студентите които се отнасят с неуважение към процедурата. Модераторите са тези, които обявяват откриването и закриването на Общото студентско събрание и имат право да спрат всяко събрание, което е прекалено шумно и безредно.

### Честота
Редовните общи студентски събрания се провеждат след решение на Студентския съвет 2 пъти през учебната година. Изборът на теми, които ще бъдат обсъдени е отворен за всички студенти.
Извънредно общо студентско събрание се провежда при спешни и сериозни въпроси на сдружението (например при надигащи се студентски движения и протести събрание може да се провежда всяка седмица). Има няколко начина да се свика специално събрание: 1) Студентският съвет да го реши, 2) ако студентите съберат подписи от 1 / 10 от всички студенти в техния факултет. В този случай предметът на събранието трябва да е конкретен и председателят на Студентския съвет е длъжен да свика събрание не по-късно от 3 дни след събирането на подписите.